# Oryzias dancena
Oryzias dancena är en fiskart som först beskrevs av Hamilton 1822.  Oryzias dancena ingår i släktet Oryzias och familjen Adrianichthyidae. IUCN kategoriserar arten globalt som livskraftig. Inga underarter finns listade i Catalogue of Life.